# Koh Sess
Koh Sess este o insulă situată în sud-vestul Cambodgiei. Numele său înseamnă Insula Calului. Nu este locuită, iar țărmul este plin de mangrove. Din punct de vedere administrativ face parte din Provincia Kampot.